# Octavilla (papel)

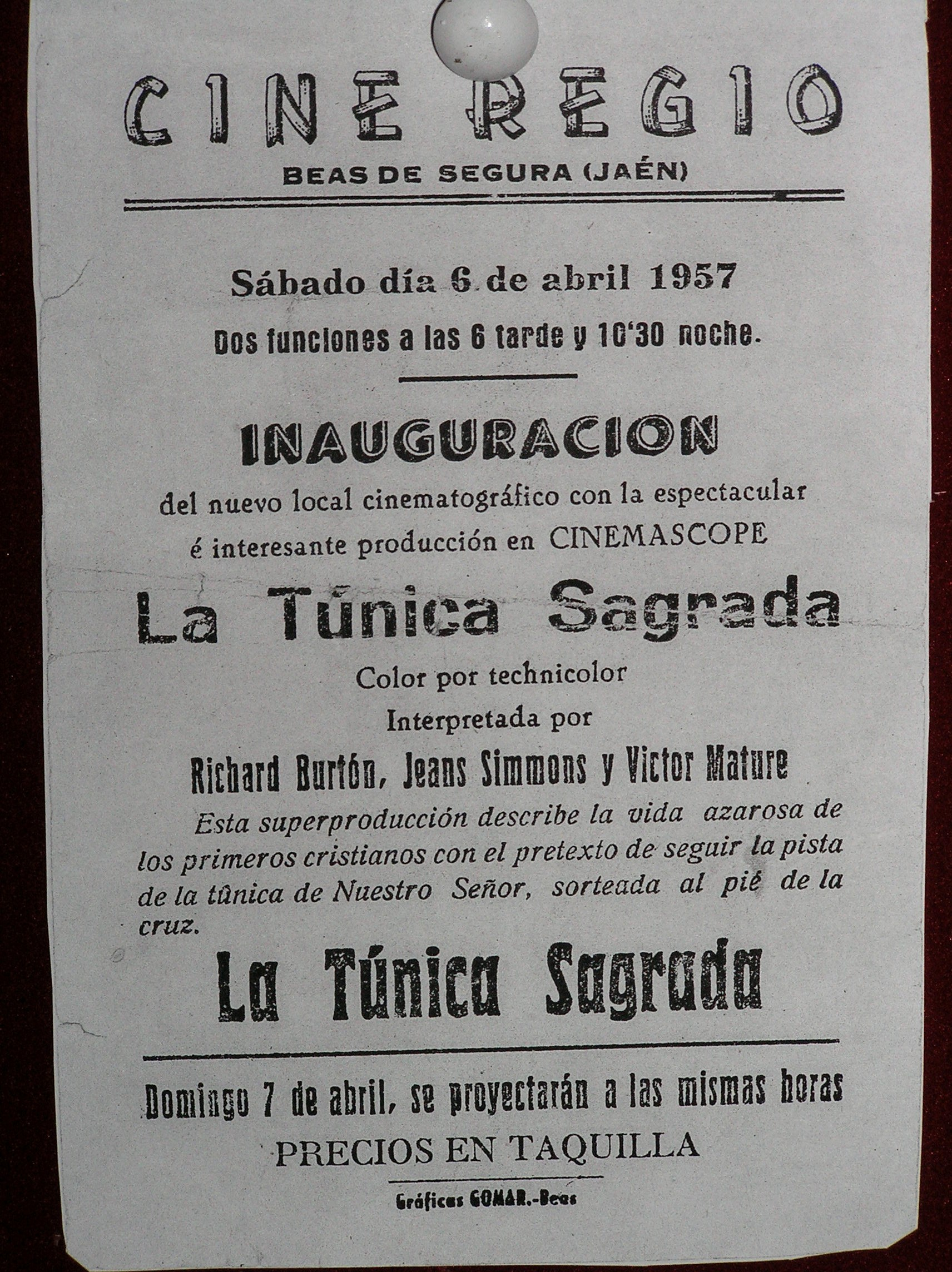
Octavilla anunciadora

La octavilla es una hoja de papel cuyo tamaño (11 x 16 cm) es la mitad de una cuartilla, la octava parte de un pliego de papel, de donde le viene el nombre.
Las octavillas se han usado como soporte a los panfletos para difundir ideas políticas o sociales desde el Renacimiento, con la difusión de la imprenta.
Su uso ha pasado a publicidad, donde es habitual la realización de campañas a través del reparto o buzoneo de octavillas (también conocidas como volantes, o más genéricamente folletos) en las que se muestran diferentes mensajes publicitarios.
La octavilla es un documento efectivo desde el punto de vista promocional ya que por su pequeño tamaño es rápido de leer, recordar y guardar. Para ello es necesario que cuente con un titular impactante que intrigue al lector y un argumentario muy concreto sobre la idea, el producto, marca, establecimiento, etc. Se considera que el impacto producido por la octavilla se produce mediante la repetición, siendo necesaria la entrega de más de una [cita requerida]. 
Las formas de difundir octavillas actualmente son variadas:
- mediante su entrega directa en la vía pública. En este sentido, se recomienda repartirlas en zonas y franjas horarias de gran afluencia. Son especialmente aconsejadas las bocas de metro pues el viajero cuenta con tiempo suficiente durante el trayecto para leer y memorizar el mensaje. Se estima que un repartidor situado en una buena zona comercial puede entregar unas 400 octavillas a la hora.
- mediante buzoneo, introduciéndolo manualmente en los buzones particulares de los edificios.
- mediante parabriseo, es decir, colocándolo en los parabrisas de los automóviles.
- mediante lanzamiento masivo desde vehículos en marcha tales como coches, furgonetas, avionetas, etc.  Este sistema es poco habitual y menos efectivo que los anteriores.